# فيضانات سريلانكا 2021
فيضانات سريلانكا 2021 هي فيضانات مفاجئة وانهيارات طينية نتجت عن هطول أمطار غزيرة خلال شهري مايو ويونيو 2021. اعتبارًا من 7 يونيو 2021 تضررت الفيضانات الموسمية في حوالي 10 مناطق، مما أسفر عن مقتل ما لا يقل عن 17 شخصًا من بينهم حوالي 10 بسبب الفيضانات و4 أشخاص بسبب الانهيارات الطينية. تأثر حوالي 245.000 شخص يعيشون في كولومبو وبوتالام وكاندي وكالوتارا وكورونيغالا وجامباها ونوارا إليا وراتنابورا وجالي. ووردت أنباء عن تضرر أكثر من 800 منزل.

## خلفية
تحدث الفيضانات في سريلانكا بشكل منتظم خلال شهري مايو ويونيو حيث تؤثر الأعاصير المدارية والرياح الموسمية الجنوبية الغربية على الأمة. أثرت حالة الفيضانات على سبل عيش الشعب السريلانكي الذين أصيبوا أيضًا بالشلل بسبب تأثير جائحة كوفيد 19 مع استمرار ارتفاع الحالات في شهري مايو ويونيو.

## الفيضانات

### مايو 2021
شهدت سريلانكا فيضانات مفاجئة وسقوط أمطار غزيرة في شهر مايو بسبب إعصار ياس الذي نشأ في خليج البنغال. وفقًا لمركز إدارة الكوارث في سريلانكا تسببت الفيضانات في شهر مايو في مقتل 4 أشخاص على الأقل وتأثر حوالي 42.000 شخص. أفادت التقارير أن حوالي 200 منزل تضررت كليًا أو جزئيًا بسبب الفيضانات في مايو 2021.

### يونيو 2021
شهد شهر يونيو أيضًا كمية غير مسبوقة من الأمطار في حوالي عشر مناطق ناتجة عن بداية الرياح الموسمية الجنوبية الغربية. غمرت الفيضانات العديد من المنازل وحقول الأرز والطرق. اعتبارًا من 3 يونيو 2021 تم الإبلاغ عن مقتل ستة أشخاص أثناء الفيضانات وخمسة أشخاص في عداد المفقودين. ارتفع عدد القتلى إلى 14 اعتبارًا من 6 يونيو 2021. في اليوم التالي اعتبارًا من 7 يونيو 2021 قفز عدد القتلى إلى 17 مع الإبلاغ عن 3 وفيات أخرى.
بحسب ما ورد انخفض متوسط هطول الأمطار بحوالي 125 ملم في مناطق مستجمعات المياه العليا لنهر كيلاني في 5 يونيو 2021 مما دفع السلطات إلى إصدار تحذير أحمر بشأن فيضان. كما ارتفع منسوب المياه في مها أويا بشكل ملحوظ بعد سقوط أمطار تجاوزت 100 ملم في مناطق مستجمعات المياه العليا في مها أويا. حوالي الآلاف من الناس تُركوا بلا مأوى.
نشرت البحرية السريلانكية 33 فريقًا في المناطق المتضررة من الفيضانات. كما شاركت القوات الجوية السريلانكية في عمليات الإنقاذ وكانت تراقب الوضع عن كثب.